# Аграрная партия Таджикистана
Агра́рная па́ртия Таджикиста́на (тадж. Ҳизби аграрии Тоҷикистон), сокр. АПТ (тадж. ҲАТ) — официально зарегистрированная проправительственная политическая партия в Таджикистане, основанная 15 ноября 2005 года. Придерживается идеологий центризма, аграризма и аграрной политики. По состоянию на январь 2020 года, членами партии являлись свыше 55 тысяч человек по всему Таджикистану, что делает Аграрную партию Таджикистана второй (после правящей Народно-демократической партии Таджикистана) по количеству членов политической партией в Таджикистане. Главный офис партии расположен в центре Душанбе, а молодёжное крыло партии базируется в Таджикском аграрном университете на севере Душанбе.

## История
Аграрная партия была основана 15 ноября 2005 года известным академиком, профессором и доктором сельскохозяйственных наук Амиром Карокуловым (родом из Узбекистана), который объединил вокруг новой партии руководство и активистов Академии сельскохозяйственных наук Таджикистана. В качестве своих основных целей партия выдвинула действия по резкому увеличению территорий сельскохозяйственных угодий, реформу дехканских и фермерских хозяйств. Партия в тот же месяц была официально зарегистрирована в Министерстве юстиции Республики Таджикистан.
На очередных президентских выборах 2006 года Аграрная партия Таджикистана выдвинула от себя своего лидера — Амира Карокулова, который по итогам президентской гонки занял предпоследнее четвёртое место с 5,2 % (156,991 чел.) голосов избирателей. Аграрная партия впервые участвовала в парламентских выборах 2010 года, и получила 5,11 % (166,935 чел.) голосов, став четвёртой партией. Это дало Аграрной партии Таджикистана впервые в своей истории представить в Маджлиси намояндагон (Палате представителей) Маджлиси Оли (Высшего собрания) Республики Таджикистан двух своих представителей-депутатов. На очередных президентских выборах 2013 года Аграрная партия Таджикистана выдвинула от себя не лидера партии Амира Карокулова, а Толибека Бухориева, который по итогам выборов занял третье место (среди шести кандидатов) с 4,61 % (166,224 чел.) голосов избирателей. 
10 марта 2014 года основатель и лидер партии Амир Карокулов скончался в 72-летнем возрасте. В ходе внеочередного съезда партии, новым лидером партии был избран Рустам Латифзода, который является лидером Аграрной партии Таджикистана по сей день. По итогам очередных парламентских выборов 2015 года, Аграрная партия Таджикистана смогла получить 11,7 % голосов избирателей, став второй (после НДПТ) по количеству голосов партией, что дало партии представить в парламенте страны пяти своих депутатов.

## Результаты на парламентских выборах
| Выборы | Мандаты |
| ------ | ------- |
| 2010   | 2 из 63 |
| 2015   | 5 из 63 |
| 2020   | 7 из 63 |
| 2025   | 7 из 63 |

## Выборы президента
| Год  | Кандидат от партии | %   |
| ---- | ------------------ | --- |
| 2006 | Амир Карокулов     | 5,2 |
| 2013 | Талибек Бухориев   | 4,6 |
| 2020 | Рустам Латифзода   | 3,0 |

## Критика
Оппозиция нередко критикует АПТ, называя партию «партнером партии власти». Некоторые эксперты считают Аграрную партию «карманной» партией правительства республики. Ее кандидат в президенты на выборах 2013 года также поддерживал кандидата от правящей партии.